# Galatone
Galatone ist eine italienische Gemeinde in der Region Apulien, in der Provinz Lecce.

## Geografie
Die Gemeinde hat 14.884 Einwohner (Stand 31. Dezember 2023). Zwischen 1991 und 2001 fiel die Einwohnerzahl von 16.153 auf 15.895. Dies entspricht einer Abnahme um 1,6 %.
Die Nachbarorte von Galatone sind Galatina, Gallipoli, Nardò, Neviano, Sannicola und Seclì.

## Sehenswürdigkeiten
Eine Touristenattraktion in Galatone sind die mittelalterlichen Stadtmauern aus dem 16. Jahrhundert und die Ruinen der Burg Castello di Fulcignano aus dem 14. Jahrhundert. Gut erhalten ist auch der Wehrturm Torre Moro, der zum befestigten Bauernhof „Masseria Vasce“ gehörte, sowie auch die kleine Kapelle San Pietro in Vicolo.

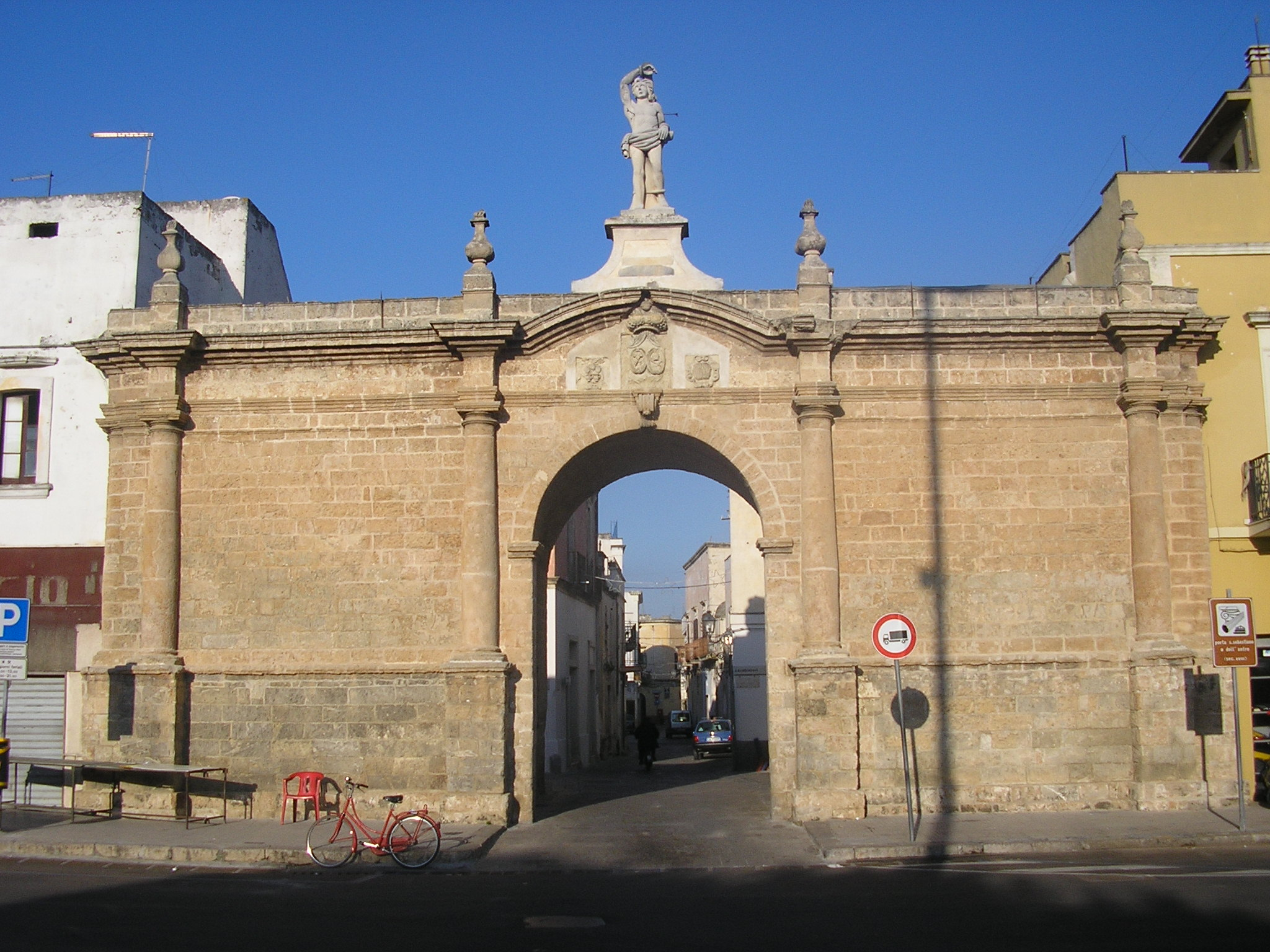
Porta San Sebastiano
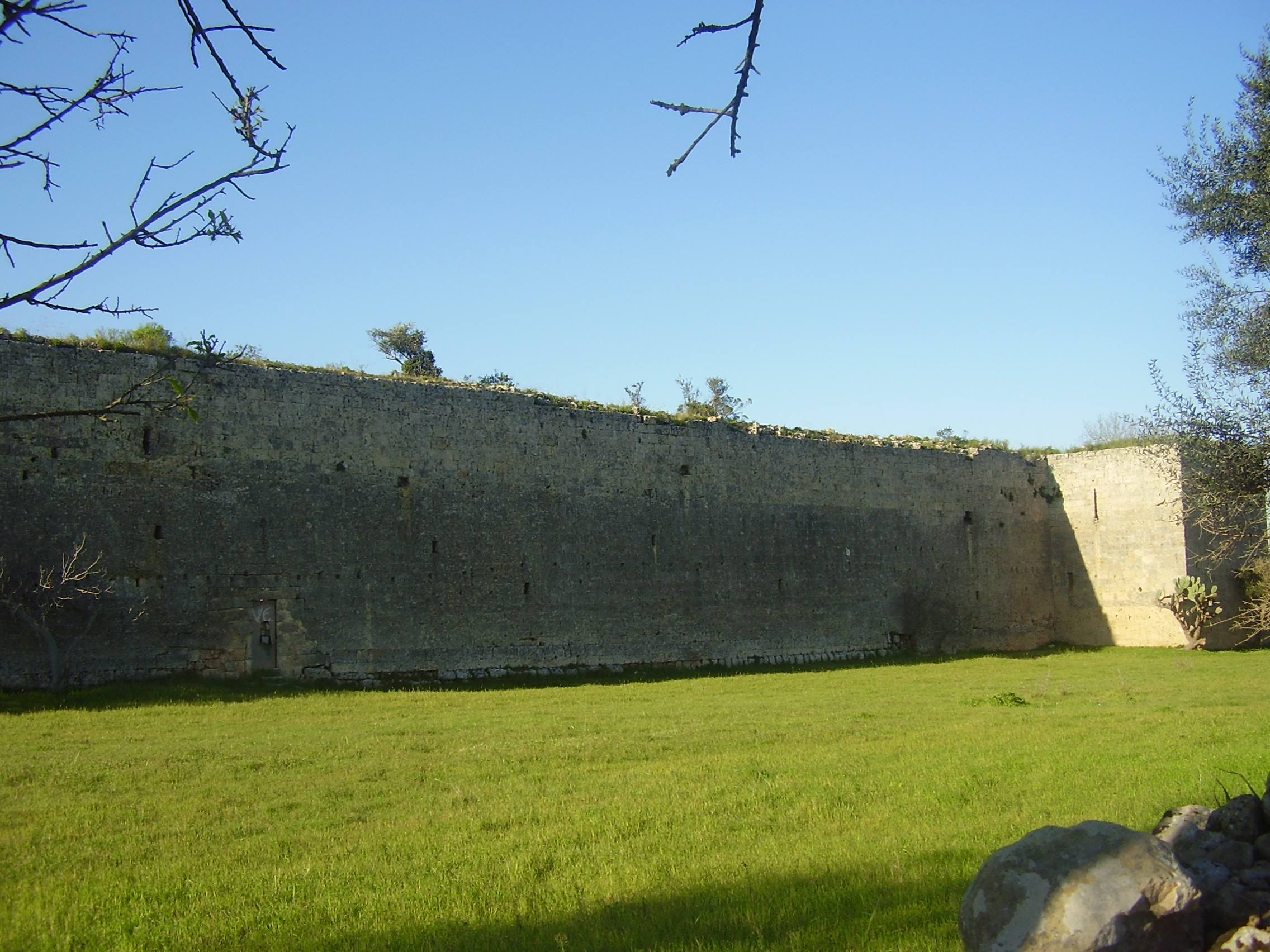
Castello di Fulcignano
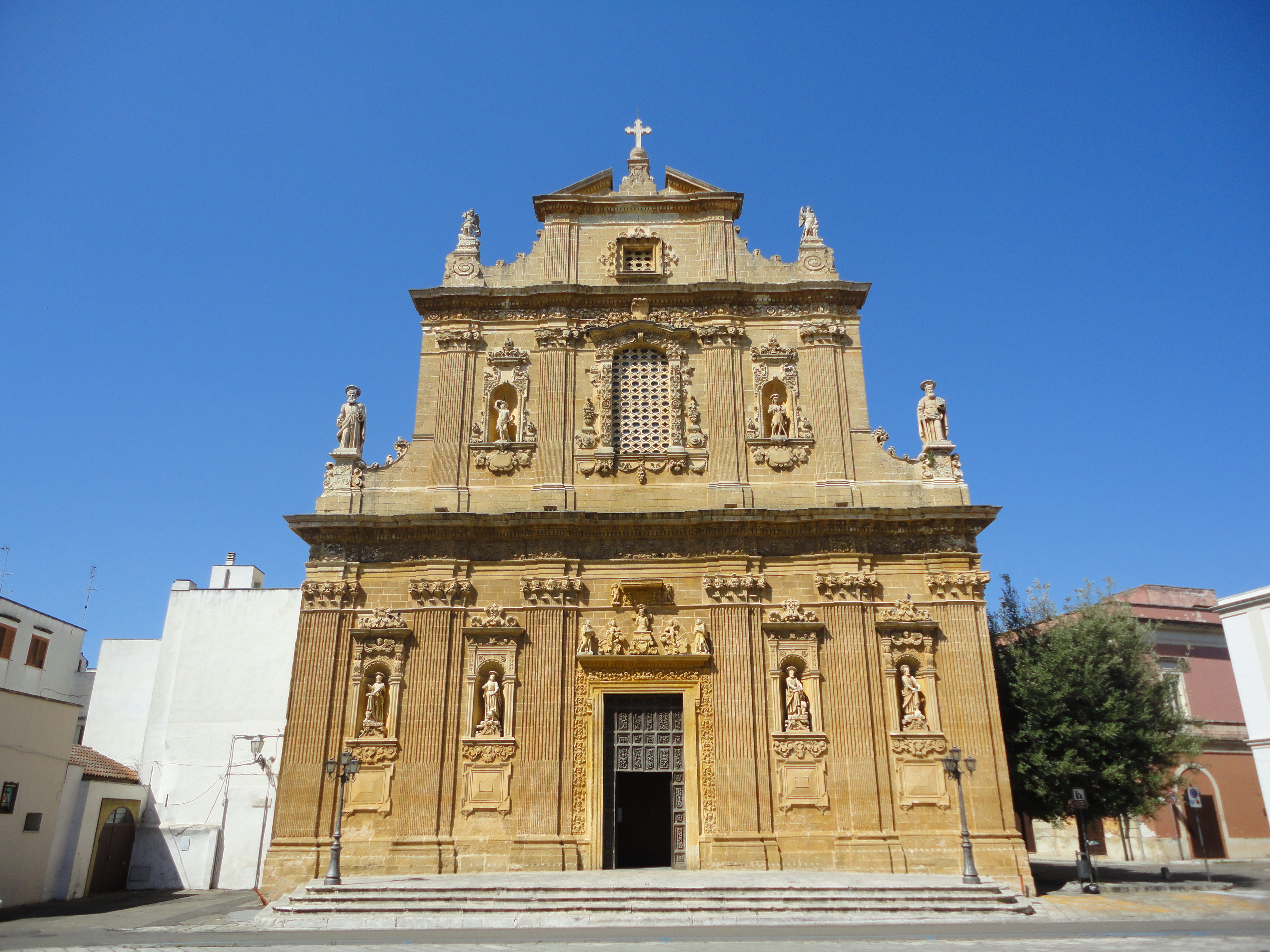
Santuario del Santissimo Crocifisso
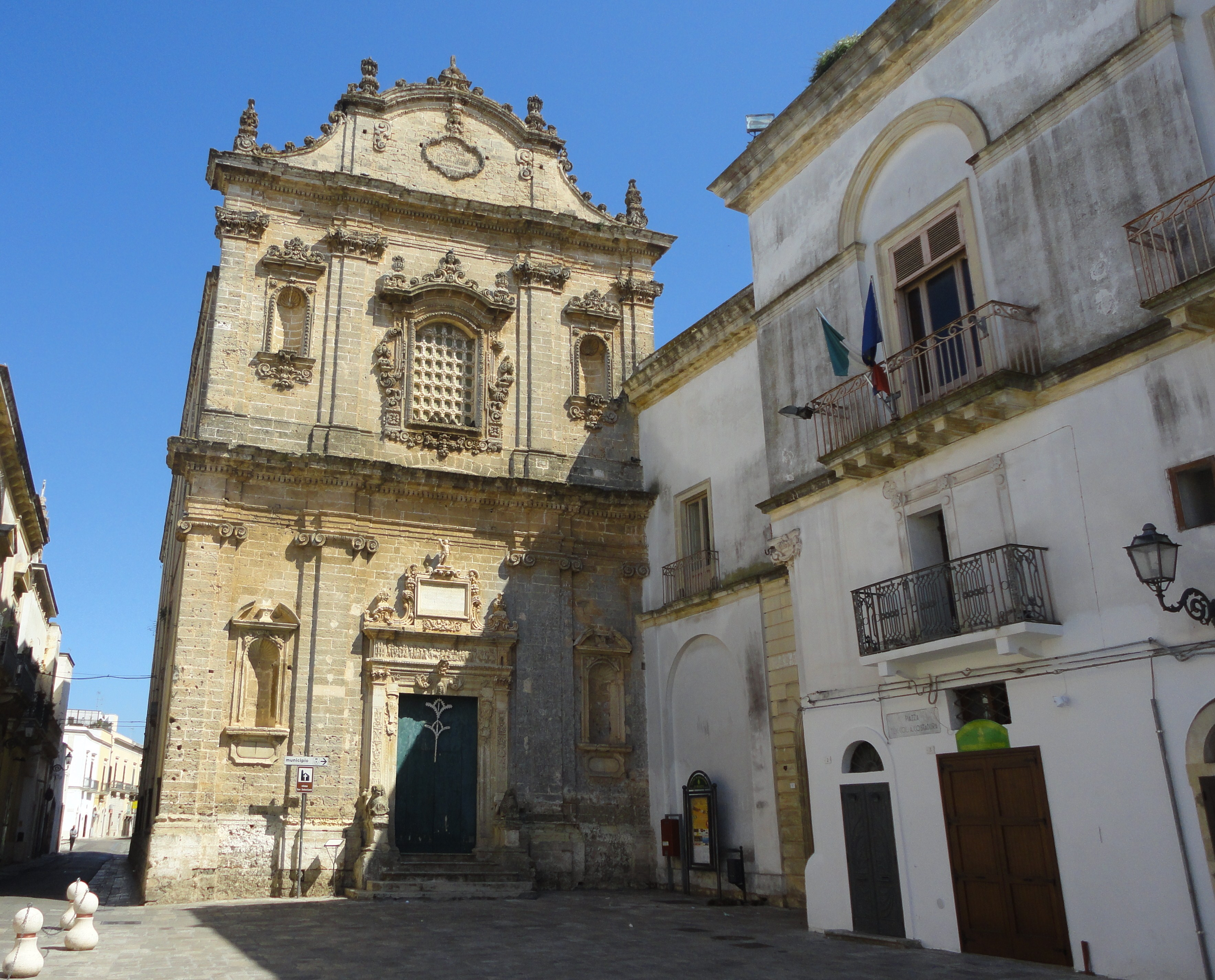
Chiesa di San Sebastiano e San Rocco
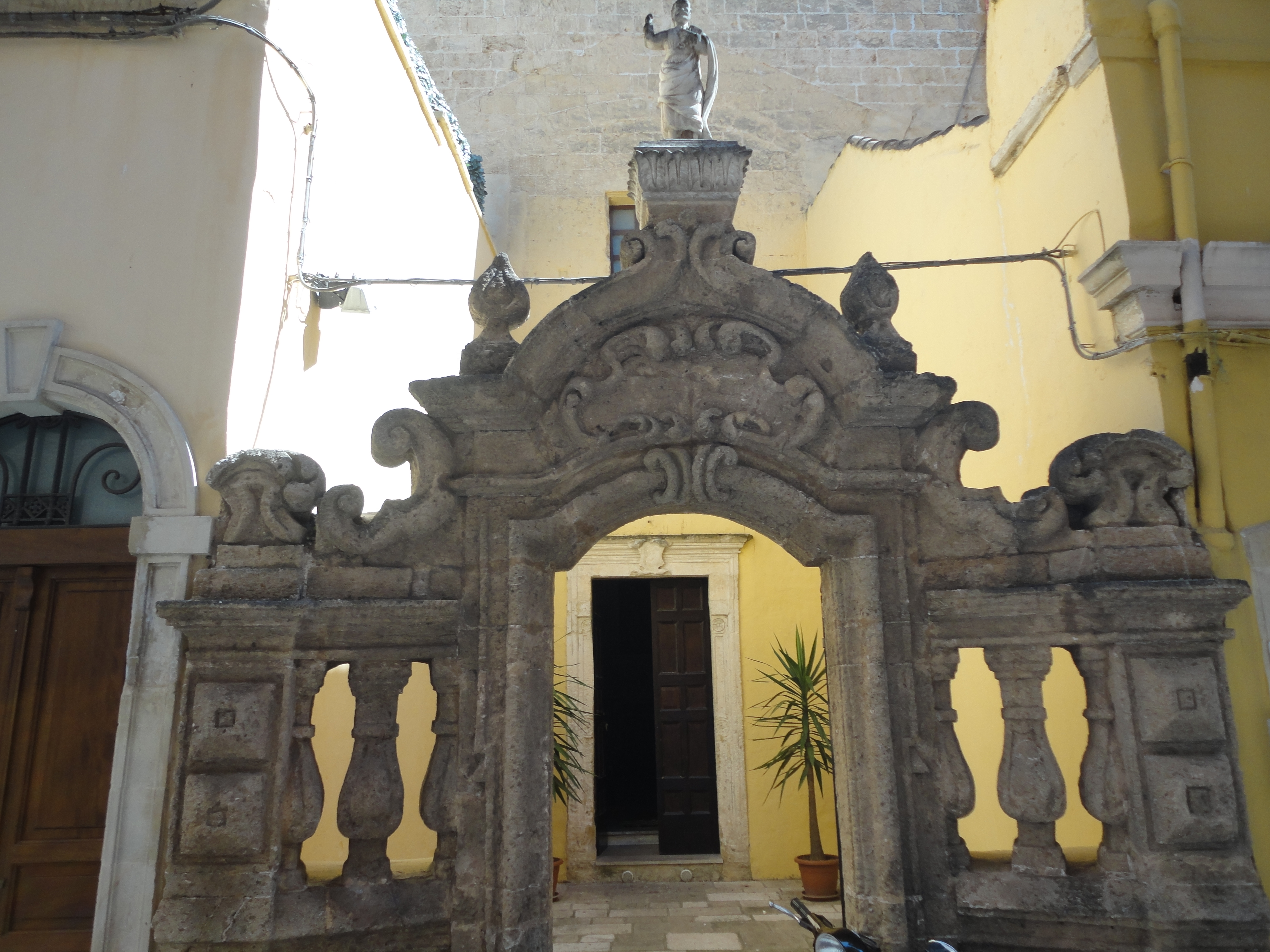
Chiesa di San Pietro
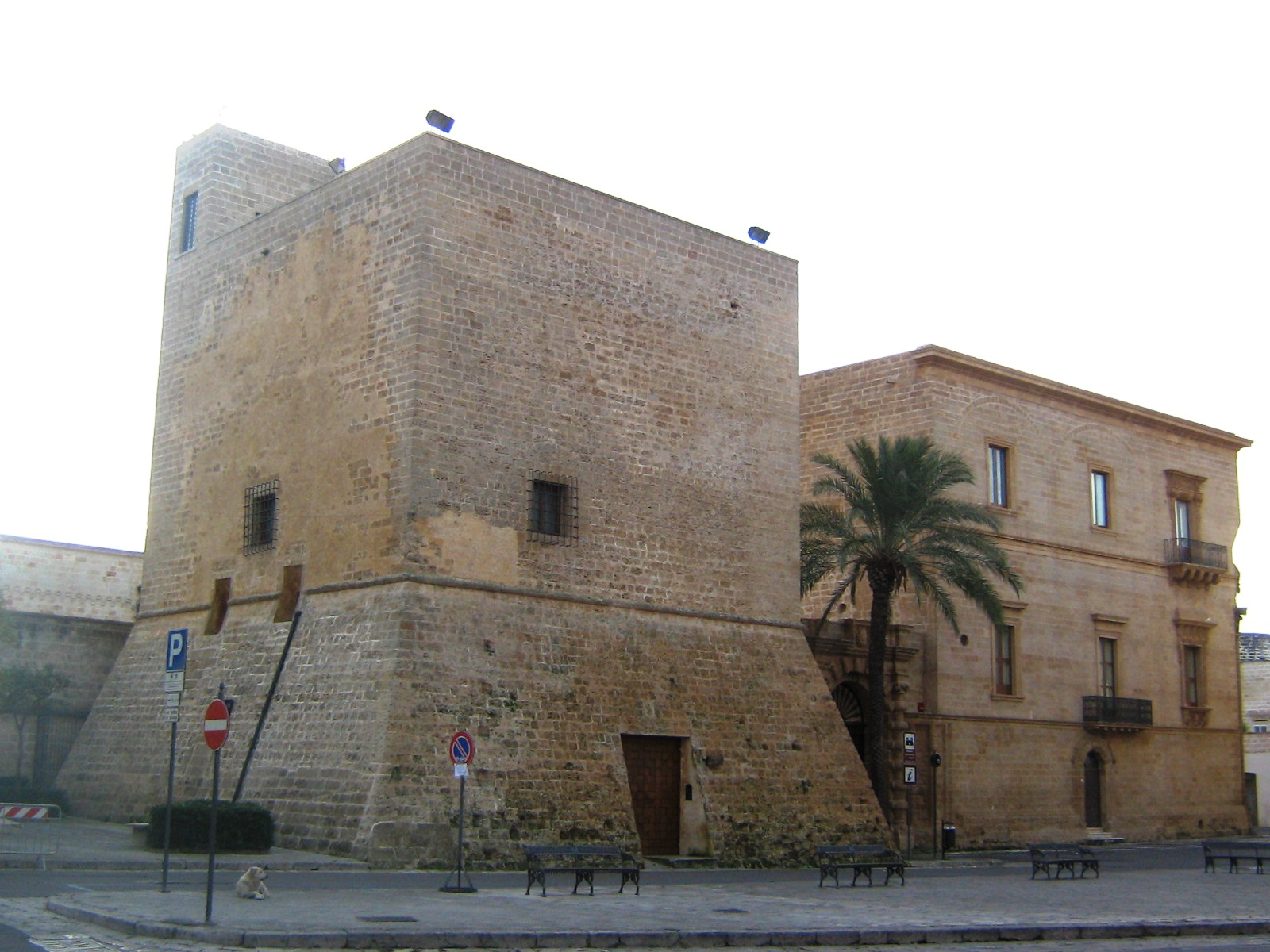
Palazzo Marchesale

## Verkehr
Der Bahnhof von Galatone, Galatone Città, liegt an der Bahnstrecke Novoli–Gagliano Leuca.